# Białostrząb duży
Białostrząb duży (Pseudastur albicollis) – gatunek ptaka z rodziny jastrzębiowatych (Accipitridae).

## Występowanie
Ameryka Północna i Południowa; od południowego Meksyku do środkowej Brazylii i Boliwii. Szeroko rozprzestrzeniony, lecz przeważnie rzadki w nizinnych lasach.

## Systematyka
Wyróżniono kilka podgatunków P. albicollis:
- białostrząb żółtooki (P. albicollis ghiesbreghti) – południowy Meksyk do Gwatemali i Belize.
- białostrząb czarnopióry (P. albicollis costaricensis) – Honduras do północno-zachodniej Kolumbii.
- białostrząb plamisty (P. albicollis williaminae) – północno-zachodnia Kolumbia do północno-zachodniej Wenezueli.
- białostrząb duży (P. albicollis albicollis) – Trynidad, środkowa Wenezuela, Gujana, Surinam, Gujana Francuska do Boliwii.

## Morfologia
Długość ciała 46–56 cm. Biały spód ciała, czarne końcówki skrzydeł oraz czarna przepaska na ogonie. Ilość czarnej barwy na wierzchu skrzydeł i grzbiecie zmienna, w zależności od podgatunku. Dość szerokie skrzydła i ogon.

## Ekologia
Zwykle obserwowany pojedynczo, krąży nisko nad koronami drzew, lecz najczęściej czatuje na gałęziach poniżej koron. Pokarm stanowią głównie węże i jaszczurki, niekiedy poluje też na drobne ssaki, ptaki, płazy i duże owady.
Gniazdo to miseczkowata platforma zbudowana z grubych patyków, często wyłożona martwymi i zielonymi liśćmi, umieszczona wysoko na drzewie, zwykle wśród epifitów. W zniesieniu jedno jajo, które jest białe lub niebieskawobiałe z brązowym lub czerwonawo-brązowym plamkowaniem. W trzech zbadanych gniazdach w Tikál w Gwatemali okres inkubacji wynosił 34–38 dni, a młode opuściły gniazdo po 65, 66 i 88 dniach od wyklucia.

## Status
Międzynarodowa Unia Ochrony Przyrody (IUCN) uznaje białostrzębia dużego za gatunek najmniejszej troski (LC – Least Concern) nieprzerwanie od 1988 roku. Liczebność światowej populacji, według szacunków organizacji Partners in Flight z 2019 roku, mieści się w przedziale 50–500 tysięcy dorosłych osobników. Trend liczebności populacji uznaje się za spadkowy.